# Moranopteris perpusilla
Moranopteris perpusilla är en stensöteväxtart som först beskrevs av William Ralph Maxon, och fick sitt nu gällande namn av R.Y.Hirai och J.Prado. Moranopteris perpusilla ingår i släktet Moranopteris och familjen Polypodiaceae. Inga underarter finns listade.